# Trần Gia Thượng
Trần Gia Thượng (giản thể: 陈嘉上; phồn thể: 陳嘉上, tiếng Anh: Gordon Chan Kar-seung, sinh ngày 16 tháng 1 năm 1960) là một nam nhà làm phim người Hồng Kông.